# Карпенко Василь Федорович
Василь Федорович Карпенко (1917—1961) — Герой Соціалістичної Праці, механізатор, працював у колгоспі ім. Щорса, село Московка, Вільнянський район, Запорізька область.